# エドマンド・マスキー
エドマンド・シクストゥス・"エド"・マスキー（英語: Edmund Sixtus "Ed" Muskie, 1914年3月28日 - 1996年3月26日）は、アメリカ合衆国の政治家。メイン州選出アメリカ合衆国上院議員、第64代メイン州知事、ジミー・カーター政権で第58代アメリカ合衆国国務長官を務めた。
上院における最初の環境保護論者として有名である。1968年アメリカ合衆国大統領選挙での民主党の副大統領候補であった。

## 人物
1914年3月28日にメイン州ランフォードでポーランドからのカトリック移民の息子エドムント・マルチシェフスキ（ポーランド語: Edmund Marciszewski）として誕生した。1936年にベイツ大学を卒業し、1939年にはコーネル大学法律学校を卒業した。第二次世界大戦中にはアメリカ海軍に入隊した。
戦後はメイン州の民主党組織設立に貢献した。メイン州は伝統的に共和党の地盤であり、1936年アメリカ合衆国大統領選挙においてはフランクリン・ルーズベルトに対するアルフ・ランドンが確保した2州の内の1つであった。
メイン州議会議員を務めた後1954年にメイン州知事に選出され、1958年には共和党の現職のフレッド・ペインを破ってアメリカ合衆国上院議員に当選した。その後1964年・1970年・1976年に再選され、1980年5月7日に国務長官就任のため辞任するまでアメリカ合衆国上院議員職を務めた。彼はサイラス・ヴァンスの辞職に伴う後任のアメリカ合衆国国務長官として、ジミー・カーター政権において1980年5月8日から1981年1月20日まで同職を務めた。
上院議員時代には大気汚染防止法を提出し、同法案は「マスキー法」として知られた。1970年にカリフォルニア州大気資源局によって制定されようとしたが、1974年に廃案となった。自動車の排気ガス量を10分の1に削減するという法案で、この法案の提出・制定の動きは日本の自動車業界にも大きな影響を与え、その後自動車開発における環境保護の重要性が認識されるようになった。
マスキーは1968年アメリカ合衆国大統領選挙において民主党のアメリカ合衆国副大統領候補であった。1972年アメリカ合衆国大統領選挙では民主党のアメリカ合衆国大統領候補として考えられていた。しかしベトナム反戦を正面に掲げたサウスダコタ州選出のジョージ・マクガヴァン上院議員候補に勢いを奪われ、アイオワ州の党員集会とニューハンプシャー州での予備選挙では小差で勝利したものの、その後の各州での予備選挙では振るわず、結局民主党の指名はマクガバンに敗れた。保守的な新聞が夫人のジェーンの喫煙などを批判し、マスキーが涙を流したことが敗北の原因と考えられているが、マスキーは後に屋外でのコメントだったため解けた雪が涙のように見えたのだと主張した（これ以降「大統領を目指す者は公の場で決して涙を見せてはならない」というのが選挙戦の不文律となった）。マスキーが大統領候補に指名されていたならばリチャード・ニクソンを破ることができたのではないかと考える者もいる。